# Копинець Карло Федорович

Карло Копинець

Карло Федорович Копинець (народися 2 квітня 1937 в селі Широке Виноградівського району на Закарпатті — помер 24 грудня 2004) — український поет, хірург. Член НСПУ (з 1994).

## Життєпис
Батько — Федір Юрійович, знався на всякій роботі, майстерно грав на скрипці. Мати – Анастасія Михайлівна, народила десятьох дітей, однак з них вижили не всі. У 1928 році від тифу померли Юрко, Ганна, Павлінка та Іринка. У 1949-му втратила Йосипа. Виросли Гафія, Іван, Карл, Юрій та Михайло.
У рідному селі Карло Копинець закінчив семирічку. Батьки та перша вчителька Ксенія Юліївна Параска благословили його на навчання до Хустського педагогічного училища. Іспити склав відмінно. До списку студентів не потрапив, бо не був комсомольцем.
Здав документи до професійно-технічного училища. Тут здобув професію електрика. Під час навчання в училищі познайомився і зріднився  з поетом Василем Вовчком, який згодом став комсоргом – Теребле-Ріцької ГЕС. Він і привів юнака у літературне об’єднання при районній газеті «Ленінська правда». Цією студією керував поет і відомий журналіст Микола Рішко.
Повернувся у Велико-копанську середню школу. В ній здобув середню освіту. Після несподіваної смерті брата Михайла вирішив стати лікарем.
Закінчив Виноградівське медичне училище з відзнакою. Червоний диплом отримував з рук тодішнього директора, лікаря-кардіолога Петра Побдякуника.
Продовжив навчання на медичному факультеті Ужгородського державного університету.
Відвідує вузівську літературну студію. В ній знайомиться з поетом Петром Скунцем та вже добре відомим у краї літератором Андрієм Патрусом-Карпатським, який недавно повернувся з далекої Воркути, де у таборах відсидів 10 років за свої національні переконання.
У 1964 році Карло закінчує університет.
Почав працювати у Чопській районній лікарні. Тут познайомився і одружився з медсестрою Ніною Іванівною, в них народилося двоє дівчат - Оксана і Світлана.
За доносом зловмисника Карла Федоровича арештували і етапом відпровадили в Божків на Полтавщині, де він відбув незаслужене покарання. Його вірші тюремної пори згодом увійдуть до його поетичних збірок «Під вагою зодіаку», «Серед білої тиші» та «На пагорбі літа».
Звільнили без вибачення, вручивши документ, який засвідчував відсутність складу злочину. Знову повернувся до медичної роботи в Чопі.
У Доброньській лікарні лікував хвору, з якою у свої 50 він наважився на створення нової родини. Єлізавета Бернатівна надихнула його на написання ліричних віршів. Вони склали основу збірки «Проліски з-під вій».
У 1994-му прийнятий у Національну спілку письменників України.

## Творчість
Писав патріотичні, пейзажні, інтимні та духовні вірші.
Видав 14 поетичних збірок: «З весною у серці» (1963), «Перший грім» (1966), «Народження хліба» (1984), «Під вагою Зодіаку» (1989), «Серед білої тиші» (1991), «На пагорбі літа» (1992), «Проліски з-під вій» та «Ходіння по габі» (1995), «Спалахи роси» (1996), «Азбука осені» (1997), «Вірші» угорською мовою (1998), «Літургія літа» (2001), «Великодня свічка» і «Три поеми» (2004).

## Відзнаки
Лауреат обласної літературної премії імені Федора Потушняка (1997).
Висувався на здобуття міжнародної премії «Карпатська корона» (Румунія).